# Midshipman Easy
Midshipman Easy er en britisk stumfilm fra 1915 af Maurice Elvey.

## Medvirkende
- Elisabeth Risdon
- Fred Groves - Don Sylvio
- A. V. Bramble - Mesty
- Compton Coutts - Easy